# محمد صدیق‌الملک
میرزا محمد صدیق‌الملک از رجال وزارت امور خارجهٔ ایران در دورهٔ قاجار و پدر حسن اسفندیاری است. وی یکی از اعضای خاندان اسفندیاری (نور) می‌باشد. او بیشتر با میرزا سعید خان انصاری کار می‌کرده‌است و در زمان نبود او وزارت خارجه را کفالت می‌نموده‌است.
پدرش میرزا عبدالله خان نوری پسر حاج علیرضا خان و خودش مشهور به میرزا محمد خان (صدیق الملک) نوری یوشی منشی مخصوص عباس میرزا نایب السلطنه قاجار بوده‌است. پدرش میرزا عبدالله خان نوری به دفعات حکومت آذربایجان و مازندران را عهده‌دار بود و در تاریخ ۲۲ رجب سال ۱۲۳۹ هجری و در تبریز فوت کرد و جنازه اش در کربلا دفن شد. میرزا محمد خان نوری (صدیق الملک) متولد هفتم رمضان ۱۲۳۳ در تبریز دربار سلطنت قاجار می‌باشد

## تالیفات
- یادداشت‌های صدیق‌الملک (به کوشش هومن یوسفدهی، انتشارات سازمان اسناد و کتابخانه ملی، ۱۳۹۷)